# Christy Brown
Christy Brown (Dublino, 5 giugno 1932 – Somerset, 6 settembre 1981) è stato uno scrittore, pittore e poeta irlandese.

## Biografia
Christy Brown,  viveva in una famiglia di 12 fratelli, aveva una paralisi cerebrale ed era considerato mentalmente disabile, fino al momento in cui sottrasse un pezzo di gesso di una sorella usando il suo piede sinistro. La sua autobiografia, Il mio piede sinistro, fu poi estesa nel romanzo Down All the Days, e diventò un libro di grande successo internazionale, tradotto in quattordici lingue. Seguirono poi altri romanzi come Un'ombra in estate. Ha anche pubblicato alcune raccolte di poesie inclusa Vieni dolcemente alla mia veglia (pubblicata negli Stati Uniti col semplice nome di Poesie di Christy Brown).
Con sua moglie Mary Carr (sposata il 5 ottobre del 1972), si sistemò a Ballyheigue e poi in Somerset, nel Regno Unito, dove morì all'età di 49 anni per soffocamento mentre mangiava. Ci sono state pesanti accuse da parte della famiglia per gravi negligenze della moglie.

## Omaggi
- Il film Il mio piede sinistro fu girato da Jim Sheridan nel 1989 con la sceneggiatura di Shane Coannaughton. Daniel Day-Lewis interpretò il ruolo di Christy e Brenda Fricker quello della madre. Entrambi vinsero il premio Oscar.
- La band irlandese dei Pogues dedicò a Christy Brown una canzone intitolata Down All the Days, settima traccia nel loro album Peace and Love, registrato nel 1989.

## Opere
- 1954 - My Left Foot
- 1970 - Down All the Days
- 1971 - Come Softly to My Wake (Poems of Christy Brown)
- 1973 - Background Music: Poems
- 1976 - A Shadow on Summer
- 1976 - Wild Grow the Lilies
- 1978 - Of Snails And Skylarks